# Liste der Denkmäler des Deutsch-Französischen Krieges im Zollernalbkreis
Diese Liste gibt einen Überblick über Gedenkstätten im Zollernalbkreis, die sich schwerpunktmäßig der Geschichte des Deutsch-Französischen Krieges von 1870/71 widmen.

## Liste
| Bild | Ort                     | Ortsteil                | Lage                                                     | Beschreibung                                                                                     |
| --- | ----------------------- | ----------------------- | -------------------------------------------------------- | ------------------------------------------------------------------------------------------------ |
| | Albstadt                | Ebingen                 | an der Martinskirche 48° 12′ 44″ N, 9° 1′ 25″ O          | Plastische Gedenktafel auf einem Adler, begrenzt durch zwei Kriegerfiguren.                      |
| Bild gesucht Die Wikipedia wünscht sich an dieser Stelle ein Bild vom Ort mit diesen Koordinaten 48.26559 9.01036 . Motiv: Kriegerdenkmal Tailfingen Falls du dabei helfen möchtest, erklärt die Anleitung , wie das geht. BW             | Albstadt                | Tailfingen              | Friedhof 48° 15′ 56″ N, 9° 0′ 37″ O                      | Tafel außen an der Abdankungshalle                                                               |
| | Bisingen                | Zimmern                 | Bei der Kirche 48° 19′ 9″ N, 8° 56′ 49″ O                | Steinkreuz mit Inschrift im Winkel dazu zwei Gedenktafeln.                                       |
| | Burladingen             | Hausen im Killertal     | neben der St. Nikolaus-Kirche 48° 17′ 48″ N, 9° 3′ 57″ O | Obelisk, der an den Gefallenen Johann Rädle erinnert.                                            |
| Weitere Bilder | Geislingen              | Binsdorf (Geislingen)   | an der Loretokapelle Binsdorf 48° 19′ 4″ N, 8° 46′ 2″ O  | Das Kriegerdenkmal aus hellem Sandstein erinnert an die Kriege von 1866 und 1870/71.             |
| Weitere Bilder | Geislingen              | Geislingen              | Hindenburgplatz 48° 17′ 21″ N, 8° 48′ 37″ O              | Das Kriegerdenkmal ist ein Felsen, gekrönt von einem Adler mit Namenstafel der Kriegsteilnehmer. |
| | Hechingen               | Hechingen               | Mühlwiese 48° 21′ 17″ N, 8° 57′ 47″ O                    | Stumpf eines Obelisken.                                                                          |
| Weitere Bilder | Hechingen               | Bechtoldsweiler         | Zu den Linden 48° 22′ 53″ N, 8° 56′ 44″ O                | Kriegerdenkmal mit zwei Friedenslinden siehe Liste der Naturdenkmale in Hechingen.               |
| Bild gesucht Die Wikipedia wünscht sich an dieser Stelle ein Bild vom Ort mit diesen Koordinaten 48.38695 8.77116 . Motiv: Kriegerdenkmal Bittelbronn Falls du dabei helfen möchtest, erklärt die Anleitung , wie das geht. BW            | Haigerloch              | Bittelbronn             | Friedhof 48° 23′ 13″ N, 8° 46′ 16″ O                     | Obelisk auf einem Sockel.                                                                        |
| | Haigerloch              | Gruol                   | Bei der Heilig-Kreuz-Kapelle 48° 20′ 49″ N, 8° 46′ 34″ O | Obelisk auf Sockel.                                                                              |
| Bild gesucht Die Wikipedia wünscht sich an dieser Stelle ein Bild vom Ort mit diesen Koordinaten 48.40394 8.8557 . Motiv: Kriegerdenkmal Höfendorf Falls du dabei helfen möchtest, erklärt die Anleitung , wie das geht. BW               | Haigerloch              | Höfendorf               | Friedhof 48° 24′ 14″ N, 8° 51′ 21″ O                     | Obelisk auf Sockel.                                                                              |
| | Haigerloch              | Stetten                 |                                                          | Sandsteinkreuz auf Sockel.                                                                       |
| | Haigerloch              | Trillfingen             | Bei der Kirche 48° 23′ 8″ N, 8° 48′ 31″ O                | Nach oben spitz zulaufendes Denkmal.                                                             |
| Bild gesucht Die Wikipedia wünscht sich an dieser Stelle ein Bild vom Ort mit diesen Koordinaten 48.37152 8.77678 . Motiv: Kriegerdenkmal Weildorf Falls du dabei helfen möchtest, erklärt die Anleitung , wie das geht. BW               | Haigerloch              | Weildorf                | Bei der Schule 48° 22′ 17″ N, 8° 46′ 36″ O               | Nach oben spitz zulaufendes Denkmal.                                                             |
| Bild gesucht Die Wikipedia wünscht sich an dieser Stelle ein Bild vom Ort mit diesen Koordinaten 48.32977 9.04186 . Motiv: Kriegerdenkmal Jungingen Falls du dabei helfen möchtest, erklärt die Anleitung , wie das geht. BW              | Jungingen               | Jungingen               | Friedhof 48° 19′ 47″ N, 9° 2′ 31″ O                      | Gedenktafel in der offenen Halle.                                                                |
| Bild gesucht Die Wikipedia wünscht sich an dieser Stelle ein Bild vom Ort mit diesen Koordinaten 48.41135 8.86568 . Motiv: Kriegerdenkmal Bietenhausen Falls du dabei helfen möchtest, erklärt die Anleitung , wie das geht. BW           | Rangendingen            | Bietenhausen            | Vor der Kirche St. Agatha 48° 24′ 41″ N, 8° 51′ 56″ O    | Säule mit Kreuz auf einem Sockel.                                                                |
| Bild gesucht Die Wikipedia wünscht sich an dieser Stelle ein Bild vom Ort mit diesen Koordinaten 48.32977 9.04186 . Motiv: Kriegerdenkmal Rangendingen Falls du dabei helfen möchtest, erklärt die Anleitung , wie das geht. BW           | Rangendingen            | Rangendingen            | Friedhof 48° 19′ 47″ N, 9° 2′ 31″ O                      | Gedenktafel am Ehrenmalpatz.                                                                     |
| Bild gesucht Die Wikipedia wünscht sich an dieser Stelle ein Bild vom Ort mit diesen Koordinaten 48.29337 8.68315 . Motiv: Kriegerdenkmal Brittheim Falls du dabei helfen möchtest, erklärt die Anleitung , wie das geht. BW              | Rosenfeld               | Brittheim               | Bei der Kirche 48° 17′ 36″ N, 8° 40′ 59″ O               | nach oben sich verjüngende Säule.                                                                |
| Bild gesucht Die Wikipedia wünscht sich an dieser Stelle ein Bild vom Ort mit diesen Koordinaten 48.19056 8.7683 . Motiv: Kriegerdenkmal Weilen unter den Rinnen Falls du dabei helfen möchtest, erklärt die Anleitung , wie das geht. BW | Weilen unter den Rinnen | Weilen unter den Rinnen | In der Friedhofskapelle 48° 11′ 26″ N, 8° 46′ 6″ O       | Gedenktafel.                                                                                     |